# Mus cookii
Mus cookii là một loài động vật có vú trong họ Chuột, bộ Gặm nhấm. Loài này được Ryley mô tả năm 1914.